# هولشتین
هولشتین (به چکی: Holštejn) یک منطقهٔ مسکونی در جمهوری چک است که در ناحیه بلانسکو واقع شده‌است. هولشتین ۶٫۴۷ کیلومتر مربع مساحت و ۱۶۱ نفر جمعیت دارد و ۴۶۲ متر بالاتر از سطح دریا واقع شده‌است.